# 亞斯納波利亞納 (布拉特西克區)
47°45′12″N 31°37′0″E / 47.75333°N 31.61667°E
亞斯納波利亞納（烏克蘭語：Ясна Поляна），是烏克蘭南部的村莊，隸屬尼古拉耶夫州的沃茲涅先斯克區。該村始建於1922年，面積0.42平方公里，海拔高度112米，2001年人口137，人口密度每平方公里330.1人。